# Гидроксид-оксид лютеция
Гидроксид-оксид лютеция — неорганическое соединение, 
окись-гидроокись лютеция с формулой LuO(OH),
кристаллы,
не растворяется в воде.

## Получение
- Разложение гидроксида лютеция при нагревании:

{\displaystyle {\mathsf {Lu(OH)_{3}\ {\xrightarrow {100^{o}C}}\ LuO(OH)+H_{2}O}}}

## Физические свойства
Гидроксид-оксид лютеция образует кристаллы.

## Химические свойства
- Разлагается при нагревании:

{\displaystyle {\mathsf {2LuO(OH)\ {\xrightarrow {T}}\ Lu_{2}O_{3}+H_{2}O}}}